# Bamburgh Castle
Bamburgh Castle är ett slott i Storbritannien.   Det ligger i grevskapet och kommunen Northumberland i riksdelen England, i den centrala delen av landet, 500 km norr om huvudstaden London. Bamburgh Castle ligger 35 meter över havet.
Terrängen runt Bamburgh Castle är platt. Havet är nära Bamburgh Castle åt nordost. Runt Bamburgh Castle är det ganska glesbefolkat, med 25 invånare per kvadratkilometer. Närmaste större samhälle är North Sunderland, 4,6 km sydost om Bamburgh Castle. Trakten runt Bamburgh Castle består i huvudsak av gräsmarker.